# Guttorm Jakobsenbukta
Die Guttorm Jakobsenbukta (norwegisch) ist ein Eishafen an der Prinzessin-Martha-Küste des ostantarktischen Königin-Maud-Lands. Sie ist die westlichste Bucht des Ekström-Schelfeises und liegt auf der Nordseite des Auståsen.
Benannt ist die Bucht nach Guttorm Jakobsen (1911–1995), Kapitän der MV Norsel bei der Norwegisch-Britisch-Schwedischen Antarktisexpedition (1949–1952) und der Dritten Norwegischen Antarktisexpedition (1956–1960).